# سندروم آپ
سندرم آپ (Up syndrome) که در گذشته کُندی (slowness) نیز نامیده می‌شد، یک بیماری ژنتیکی است که به دلیل فقدان تمام یا بخشی از یک کروموزوم در جفت کروموزوم ۱۸ به وجود می‌آید که در اصطلاح علمی تترازومی ۱۸ نامیده می‌شود. این بیماری دارای علایم مختلف از جمله ناهنجاری‌های عمده یا خفیف در ساختار یا عملکرد ارگان‌ها می‌باشد. از جمله علایم عمده که در تقریباً همه بیماران مشاهده می‌شود، سرعت بسیار پایین در انجام کارهای روزمره است. همچنین بیشتر بیماران سندروم آپ دچار اختلال یادگیری و کُندی در فهم مفاهیم هستند. ناهنجاری‌ها و ضعف‌های سیستم ایمنی بدن نیز از پیامدهای دیگر این بیماری می‌باشند. ضعف سیستم ایمنی بدن در بیشتر این بیماران در دستگاه گوارش بروز پیدا میکند. 
علایم ظاهری سندرم آپ، معمولاً بسیار ناچیز است. ولی اکثر مبتلایان با سندروم آپ دارای پوستی بسیار روشن و موهای کم پشت هستند. چاق شدن به ویژه در ناحیه شکم نیز میتواند از علائم این سندروم باشد. یکی دیگر از علائم شایع این بیماران ضعیف بینایی است.
اکثر بیماران مبتلا به سندروم آپ بین 27 تا 36 سال عمر می‌کنند. میانگین طول عمر این بیماران 32 سال است. در بین شخصیت های مهم مبتلا به این بیماری نام افرادی چون مهران رشتی(بداهه گو و بذله گوی معاصر) به چشم می‌خورد.